# آنا ماتیشاک
آنا ماتیشاک (لهستانی: Anna Matysiak؛ زادهٔ ۲۱ آوریل ۱۹۸۹) بازیگر اهل لهستان است.
از فیلم‌ها یا مجموعه‌های تلویزیونی که وی در آن‌ها نقش داشته است، می‌توان به کمیسر ماما، رنگ‌های خوشبختی، در خوشی و سختی، طایفه، قانون حقیقی، کمیسر آلکس، دستورالعمل زندگی، مأموریت افغانستان، پزشکان، هتل ۵۲، نامه به بابا نوئل، نامه به بابا نوئل ۲ و نامه به بابا نوئل ۳ اشاره نمود.